# UFL
UFL — компьютерная игра в жанре футбольного симулятора, разработанная и изданная кипрской компанией Strikerz Inc. Релиз игры состоялся 5 декабря 2024 года.

## Разработка
Анонс игры состоялся 25 августа 2021 года на международной игровой выставке Gamescom 2021, где был показан 35-ти секундный тизер-трейлер игры. Разработка проекта ведётся с 2016 года, на движке Unreal Engine при участии спортивной аналитической фирмы InStat и организации FIFPro, представляющей интересы 65 тыс. игроков. Разработчики предлагают присоединиться «к революции, которая навсегда изменит мир футбольных симуляторов». UFL будет распространяться по условно-бесплатной модели. Разработчики описывают игру как «глобальную онлайн футбольную лигу, где единственным решающим фактором успеха на поле является скилл игрока». Игра выйдет на некоторых игровых приставках восьмого и девятого поколений, несмотря на это, разработчики сообщили в своём твиттер-аккаунте о том, что рассматривают и выход игры на PC. В игре можно будет создавать собственные футбольные клубы из более чем 5 тыс. лицензированных футболистов со всего мира. Специально для проекта UFL была построена одна из самых крупных мокап-студий в СНГ. Также генеральный директор Strikerz Inc. упомянул, что UFL будет постоянно обновляться без каких-либо обязательных платежей или ежегодных сборов. Разработчики также сообщили о том, что помимо основного онлайн-режима, в игре будет присутствовать офлайн режим, в котором можно будет играть со своими друзьями. 7 июня 2024 года вышла в бета-тест на консолях PlayStation 5 и Xbox Series X/S. Второй бета-тест состоялся в августе 2024 года.

## Партнёрство с клубами

### «Вест Хэм Юнайтед»
Сразу же после официального анонса игры на выставке Gamescom футбольный клуб «Вест Хэм Юнайтед» объявил о сотрудничестве с разработчиками UFL.

### «Хэштег Юнайтед»
25 августа 2021 года официальный твиттер-аккаунт футбольного клуба «Хэштег Юнайтед» объявил о начале партнёрства с разработчиками.

### «Шахтер» Донецк
10 ноября 2021 года официальный ютуб-канал ФК «Шахтер» Донецк объявил о начале сотрудничества с разработчиками игры.